# Storsjön, Nordanstigs kommun
Storsjön är en sjö belägen mellan Harmånger och Bergsjö i Nordanstigs kommun i Hälsingland och ingår i Harmångersåns huvudavrinningsområde. Sjön är 32 meter djup, har en yta på 12,8 kvadratkilometer och befinner sig 41 meter över havet.
Sjön avvattnas i öster av Harmångersån. Öster om sjön ligger Harmånger och Jättendal. Genom ett sund i nordväst förbinds sjön med Kyrksjön, vid vars nordvästra strand orten Bergsjö ligger. I norr passeras sjön av länsväg 307. I sjöns östra del ligger ett "tresockenmöte" Bergsjö–Jättendal–Harmånger. I söder ligger sjön inom Harmångers socken, i nordost inom Jättendals socken och i nordväst inom Bergsjö socken.

## Delavrinningsområde
Storsjön ingår i delavrinningsområde (687180-156903) som SMHI kallar för Utloppet av Storsjön. Medelhöjden är 75 meter över havet och ytan är 45,27 kvadratkilometer. Räknas de 128 avrinningsområdena uppströms in blir den ackumulerade arean 1 051,38 kvadratkilometer. Avrinningsområdets utflöde Harmångersån (Kölån) mynnar i havet. Avrinningsområdet består mestadels av skog (57 procent). Avrinningsområdet har 12,75 kvadratkilometer vattenytor vilket ger det en sjöprocent på 28,1 procent.